# (363330) 2002 PQ145
(363330) 2002 PQ145 est un objet transneptunien faisant partie des cubewanos découvert le 9 août 2002. Il fait environ 319 km de diamètre.